# Collana

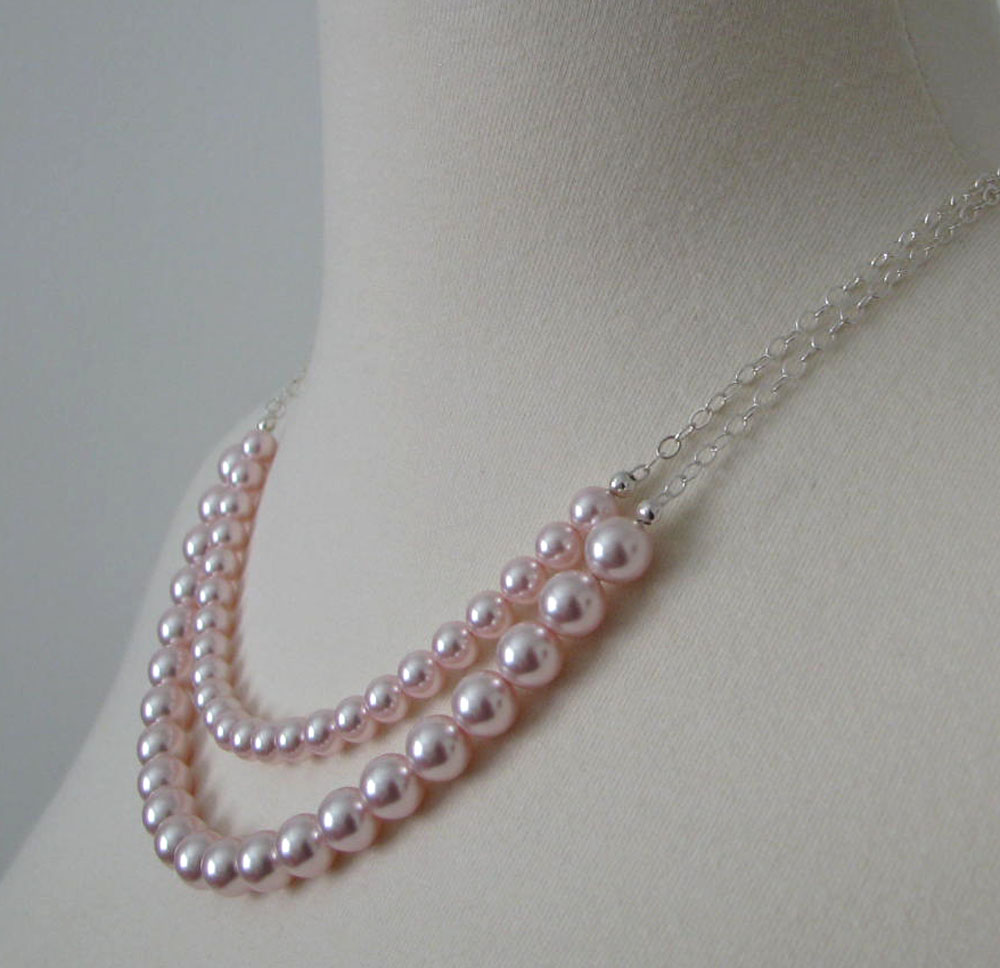
Collana di perle

Una collana è un tipo di gioiello o un ornamento portato attorno al collo, costituito di norma da una catenina di metallo a uno o più fili che può servire o meno da supporto per degli elementi decorativi infilati, come perle, granati, gemme, coralli.
La collana è uno dei gioielli utilizzati per portare un simbolo, ad esempio un crocifisso o un Buddha pendenti.
Nel corso dei millenni la collana ha assunto forme sempre più raffinate, partendo dalle rozze file di conchiglie o di pietruzze di epoche primitive, fino ad arrivare a tecniche di oreficeria varianti a seconda del gusto dell'epoca. Già presso gli antichi Egizi gli artigiani utilizzarono per le collane vari materiali, dal corno all'osso, dall'avorio alle pietre dure. Oltre a un notevole livello di fantasia, si diffusero nuove tecniche di lavorazione di materiali preziosi oltre alla filigrana e agli smalti.

Altri centri antichi nei quali proliferarono le produzioni raffinate di collane furono Creta e Micene, dove imperarono collane di ametiste. 

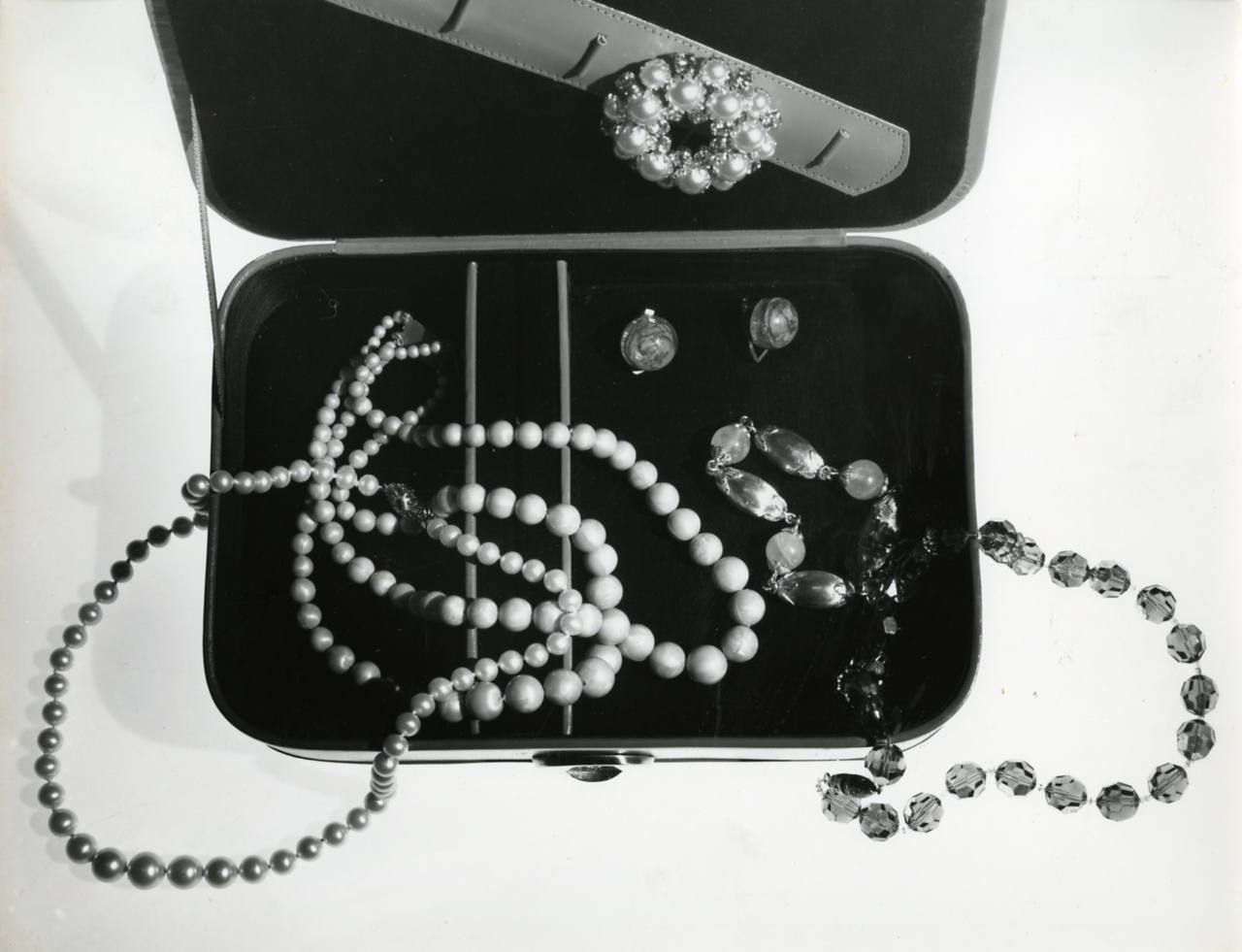
Collane e altri gioielli fotografati da Paolo Monti nel 1963 (Fondazione BEIC).

Anche le collane etrusche abbondarono di oro e di lavorazione a trina, mentre nell'era ellenistica i Greci svilupparono i loro modelli più creativi, dai cerchi attorcigliati (torques) ai collari di lamina di bronzo.
Tutti questi elementi furono ripresi dai romani che vi aggiunsero nuovi motivi grazie all'introduzione di cammei, coralli, turchesi, ecc.
Se le collane prodotte dall'artigianato bizantino evidenziarono l'uso di monete e di croci, l'oreficeria barbara abbondò di metalli e di pietre preziose.
L'elemento di base di una collana è una catena, un anello o un cordoncino che si avvolge intorno al collo. Il più delle volte sono realizzati in metalli preziosi come l'oro, l'argento e il platino. Le collane hanno spesso elementi aggiuntivi sospesi o inseriti nella collana stessa. Questi oggetti includono tipicamente ciondoli, medaglioni, amuleti, croci e pietre preziose e semipreziose come diamanti, perle, rubini, smeraldi, granati e zaffiri. Sono realizzati con molti materiali diversi e utilizzati per molti scopi diversi, e sono talvolta classificati come capi di abbigliamento. 
Gli antichi Egizi realizzavano varie collane con perle di vetro e di ceramica smaltata.
Le donne aborigene della Tasmania realizzano collane di conchiglie di marengo (Phasianotrochus irisodontes) da almeno 2.600 anni e alcune grandi collezioni sono conservate nei musei. La continuazione della pratica è minacciata dalla diminuzione delle scorte e Lola Greeno, membro di sesta generazione della tribù di Palau, è preoccupata che la pratica scompaia.

## Storia

### Preistoria

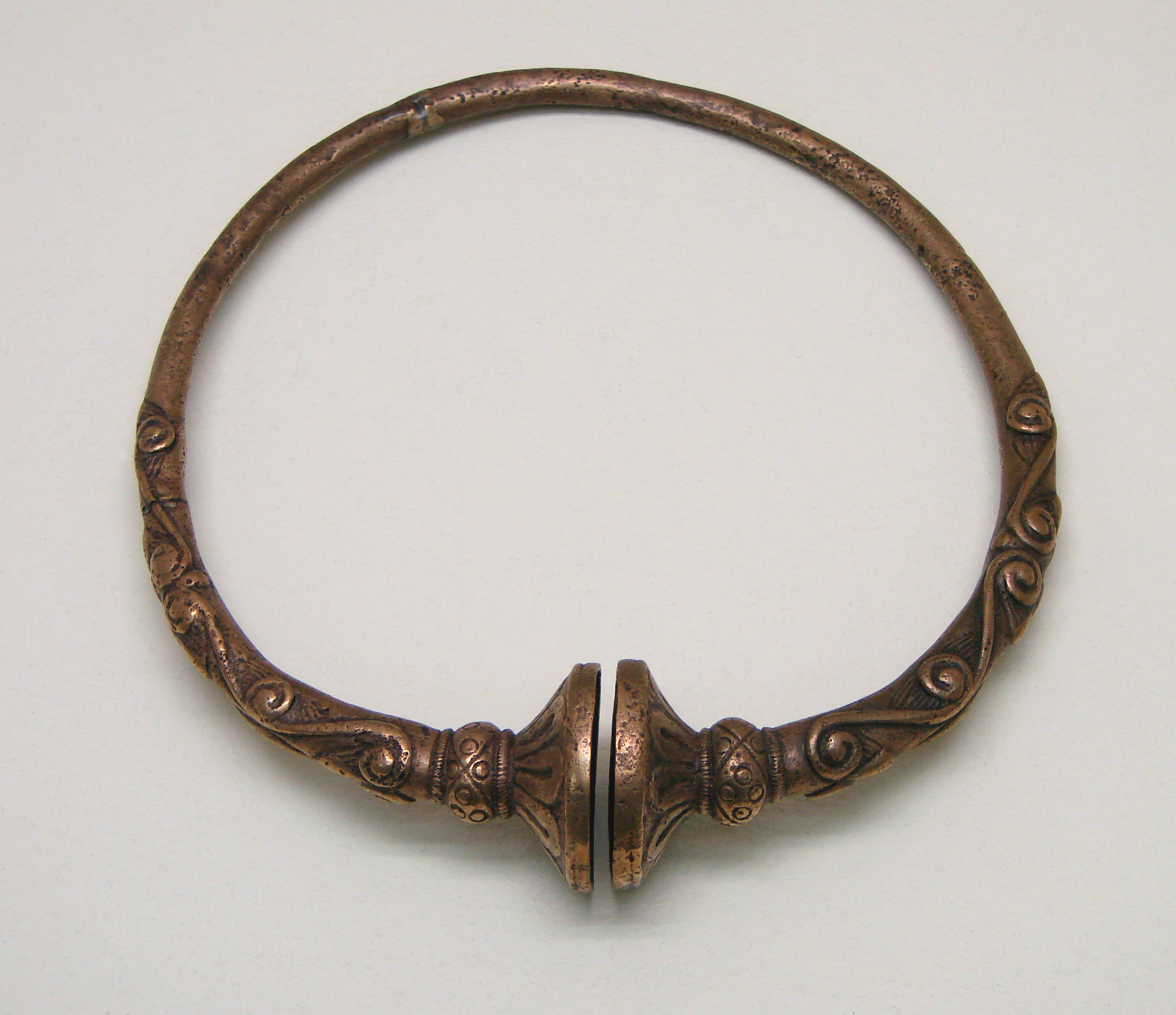
Collana in bronzo del IV secolo a.C. proveniente dalla Francia

I popoli preistorici usavano spesso materiali naturali come piume, ossa, conchiglie e materiali vegetali per creare collane. Le prove della produzione di collane del primo Paleolitico superiore nell'Africa meridionale e nell'Africa orientale risalgono al 50.000 a.C. Nell'età del bronzo i gioielli metallici avevano sostituito gli ornamenti pre-metallici. Le collane furono raffigurate per la prima volta nelle statue e nell'arte del Vicino Oriente antico e le prime collane fatte di metalli preziosi con pietre incastonate furono create in Europa.

### Antiche civiltà
Nell'antica Mesopotamia i sigilli cilindrici erano spesso infilati e indossati come gioielli. Nell'antica Babilonia le collane erano fatte di corniola, lapislazzuli, agata e oro, che veniva anche trasformato in catene d'oro. Gli antichi Sumeri creavano collane e perline in oro, argento, lapislazzuli e corniola. Nell'antico Egitto venivano indossati diversi tipi di collana. Gli antichi egizi di classe superiore indossavano colletti di materiali organici o preziosi per scopi religiosi, celebrativi e funerari. Questi collari erano spesso decorati con perline semipreziose, di vetro e di ceramica. Anche le perle realizzate con una varietà di materiali preziosi e semipreziosi venivano comunemente unite per creare collane. Anche l'oro modellato in forme stilizzate di piante, animali e insetti era comune. Anche gli amuleti sono stati trasformati in collane. Nell'antica Creta le collane erano indossate da tutte le classi; i contadini indossavano pietre su filo di lino mentre i ricchi indossavano perline di agata, perla, corniola, ametista e cristallo di rocca. Si indossavano anche ciondoli a forma di uccelli, animali e esseri umani.
Nell'antica Grecia si indossavano collane d'oro realizzate con sbalzo e fili d'oro intrecciati. Molto spesso queste collane erano decorate con forme di animali o ciondoli a forma di vaso. Era anche comune indossare lunghe catene d'oro con cammei sospesi e piccoli contenitori di profumo. Nuovi elementi furono introdotti nel periodo ellenistico; pietre colorate consentivano pezzi policromatici e terminali a testa di animale e pendenti a forma di lancia o di bocciolo erano appesi a catene. Gli antichi Etruschi hanno utilizzato la granulazione per creare perle d'oro granulate che sono state infilate con perle di vetro e maiolica per creare collane colorate. Nell'antica Roma le collane erano tra i tanti tipi di gioielli indossati dall'élite romana. Le collane d'oro e d'argento erano spesso ornate con oggetti semipreziosi come ambra, perla, ametista, zaffiro e diamante. Inoltre venivano spesso indossati fili di perle, lastre d'oro incastonate di smalto e pietre lucenti incastonate in filigrana d'oro. Molte grandi collane e i materiali che le adornavano furono importati dal Vicino Oriente.
Più tardi nell'impero, in seguito alle invasioni barbariche, divennero popolari gioielli colorati e sgargianti. In epoca bizantina le corde di perle e le catene d'oro venivano spesso indossate, ma nuove tecniche come l'uso del niello consentivano di creare collane con pietre preziose più luminose e predominanti. La prima era bizantina vide anche un passaggio a gioielli che mostravano la nuova iconografia cristiana.
Le donne aborigene della Tasmania realizzano anche in epoca moderna collane di conchiglie da circa 2.600 anni, con l'esposizione in alcune importanti collezioni nei musei.

Nella dinastia Qing in Cina, la collana di corte, chiamata anche chaozhu (朝珠), era indossata dagli imperatori della dinastia Qing e da altri membri della famiglia imperiale. La collana di corte trae origine da un rosario buddista inviato nel 1643 dal Dalai Lama al primo imperatore di Qing. La collana è composta da 108 piccole perline, con 4 grandi perline di pietre contrastanti a simboleggiare le 4 stagioni ed è stata posta tra gruppi di 27 perline. La collana era anche pratica in quanto poteva essere utilizzata per calcoli matematici in assenza di abaco.

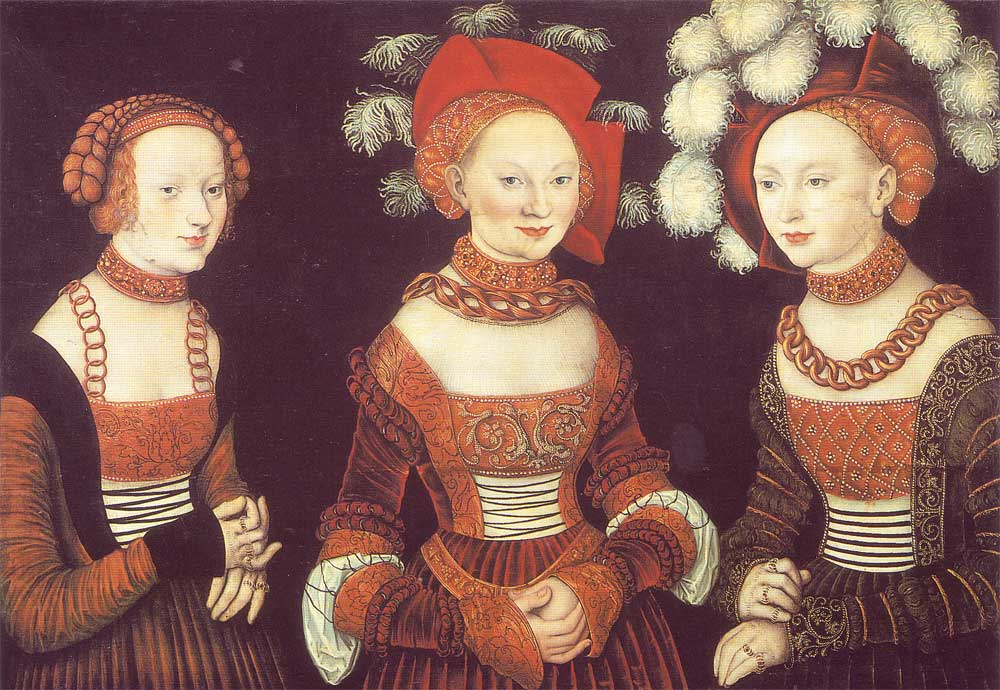
Dipinto di Lucas Cranach raffigurante tre fanciulle con abiti rinascimentali che indossano delle collane

### Medioevo

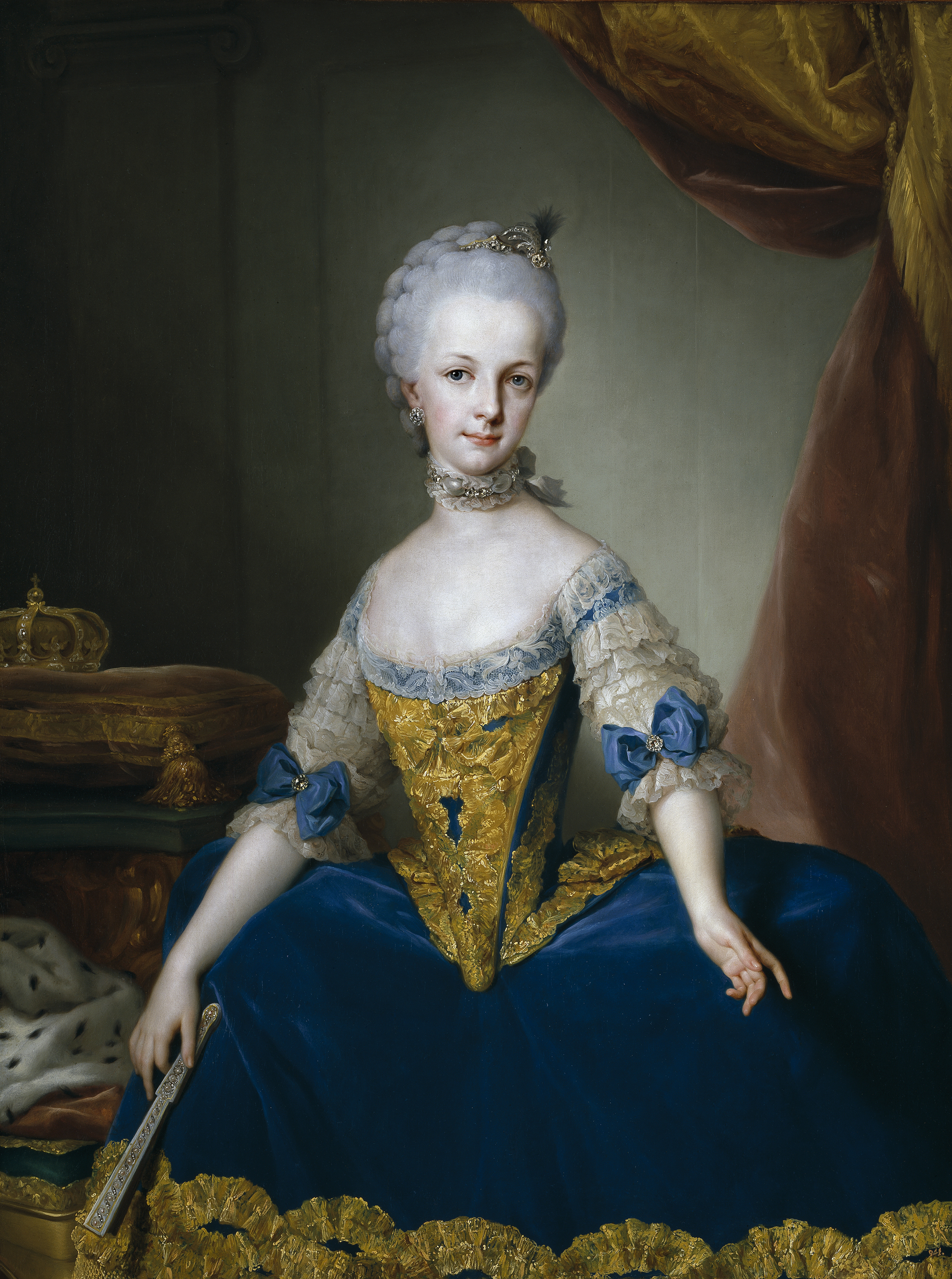
Maria Giuseppina d'Austria con indosso una collana principesca

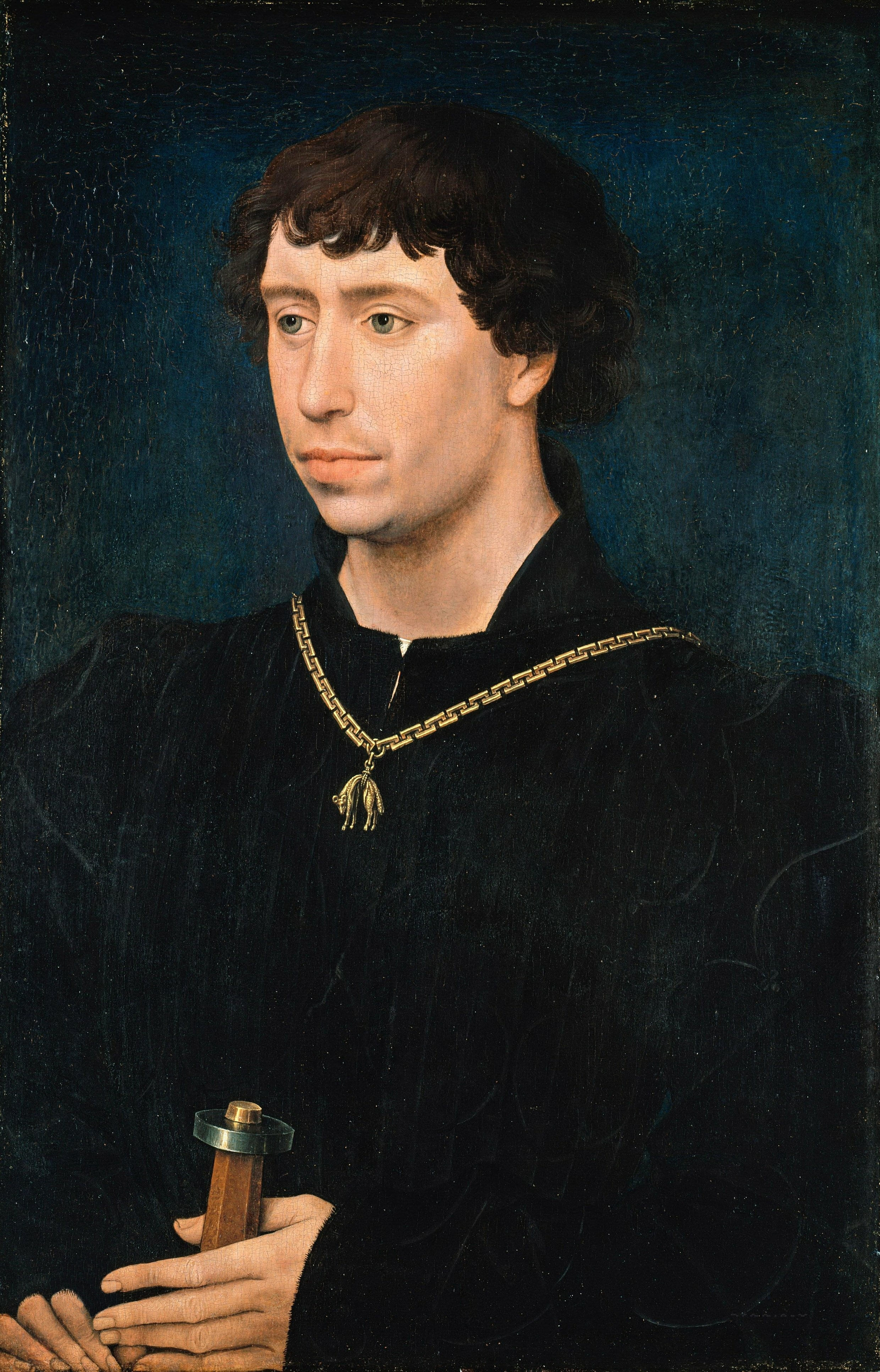
Carlo il Temerario, verso il 1460 con la collana dell'ordine del Toson d'Oro

Dopo una fase del periodo medioevale di relativa semplicità (sec XII-XIII), a partire dal XIV secolo le collane e l'oreficeria sempre più raffinate tornarono nuovamente in auge. La vera trasformazione avvenne nel XV secolo, quando tra gli uomini si diffuse l'uso di collane e catene d'oro portate intorno al collo. Furono la creazione degli ordini cavallereschi come quelli del Toison d'Oro e della Giarrettiera a spingere la moda maschile verso l'adozione delle collane d'oro. Nel periodo Rinascimentale le collane d'oro rimasero in auge almeno fino agli anni '40 del XVI secolo, cadendo poi definitivamente in disuso, il nuovo secolo preferiva le perle, così i nobili e le nobildonne adottarono lunghe collane di perla. La moda maschile abbandonò l'uso delle collane di perla nel corso del XVII secolo. Nei secoli successivi le collane divennero uno strumento esclusivamente femminile ed assunsero una forma meno ingombrante per mettere in risalto la bellezza naturale delle pietre. Al giorno d'oggi gran parte delle collane rimane prerogativa femminile, a eccezione di quelle a catenina.
Durante il Rinascimento era di moda per gli uomini indossare una serie di catene, targhe e ciondoli intorno al collo, e alla fine del XV secolo gli uomini più ricchi indossavano grandi colletti coprispalle intarsiati di gemme. Le donne in genere indossavano pezzi più semplici, come catene d'oro o perline. Entro la fine del periodo, i pezzi più grandi e riccamente decorati erano comuni tra i ricchi, in particolare in Italia.

### Cronologia post-rinascimentale[4][5][24][25]
1500–1600: venivano comunemente indossate lunghe corde di perle e catene con pietre preziose.
1600–1700: pochi uomini nel periodo barocco indossavano gioielli e per le donne le collane non erano sofisticate, spesso formate da un semplice filo di perle o fili di metallo delicatamente legati e abbelliti con piccole pietre.
1700–1800: i ciondoli con ritratto erano ancora indossati e incastonati in gioielli stravaganti. La nuova ricca borghesia si dilettava nei gioielli e le nuove imitazioni di pietre e dell'oro consentivano loro un maggiore accesso alle collane dell'epoca.
1800–1870: le scollature basse degli abiti di corte in voga in questo periodo portarono all'uso di grandi collane incastonate di gioielli preziosi. Alla corte di Napoleone era di moda lo stile greco antico e le donne indossavano fili di perle o catene d'oro con cammei e gioielli. Nel periodo romantico le collane erano stravaganti: era di moda indossare un colletto stretto tempestato di gemme con pendenti gioiello abbinati e rosette di gemme con bordi di perle.
1870–1910: l'era edoardiana vide una rinascita delle collane di perle, oltre a uno stile di collane in oro o platino con diamanti, smeraldi o rubini incastonati. Il movimento Art Nouveau ha ispirato disegni simbolici e astratti con motivi naturali e animali. I materiali utilizzati (vetro, porcellana, bronzo, avorio, madreperla, corno e smalto) non erano usati per il loro pregio, ma per il loro aspetto.
1910–1970: Chanel rese popolare la bigiotteria e le corde di perle di vetro erano comuni. Il movimento Art Déco ha creato gioielli grossi e geometrici che combinavano diversi tipi di gemme e acciaio. Negli anni '60 la bigiotteria era ampiamente indossata, il che si traduceva in stili di collane e altri gioielli stagionali e in continua evoluzione.

## Classificazione

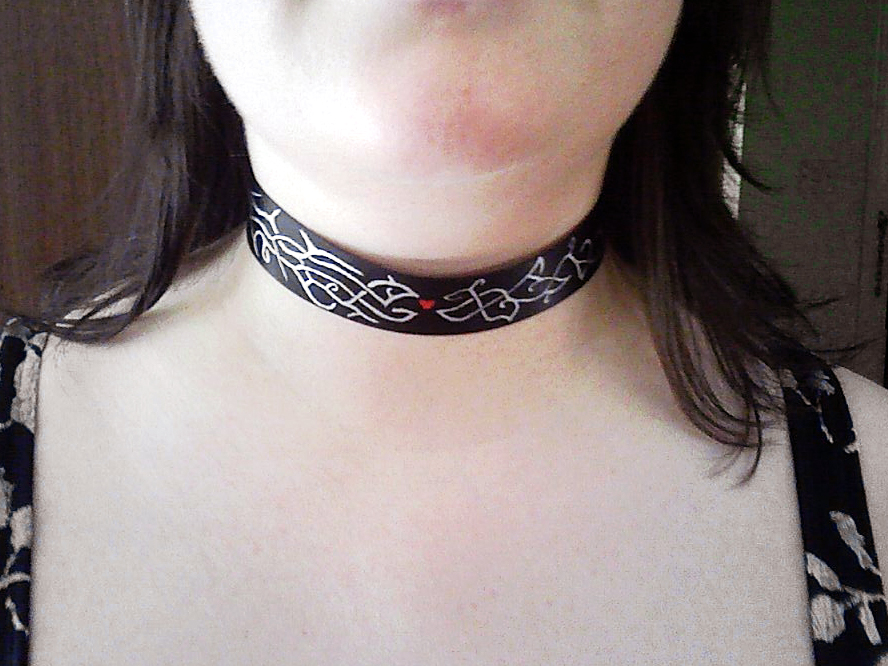
Collana choker

Oltre che sulla base del tipo di materiale dell'adornato della collana (diamante, perla, corallo...), una classificazione della collana può essere fatta in rapporto alla sua forma.
In particolare aderiscono al collo: 
- il collare: con lunghezza compresa tra 30–35 cm, aderisce a metà collo;
- la collana choker (detta anche strangolino): portata aderente alla base del collo[29], ha lunghezza compresa tra i 35–41 cm. Essa, nell'età vittoriana, veniva indossata per lo più da ballerine e prostitute (come anche dimostra il quadro intitolato Olympia di Edouard Manet), mentre oggi viene prediletta sia dalle signore che dalle ragazze. Una sua variante famosa è quella formata da un filo di nylon intrecciato a mo' di tatuaggio all'hennè;
- la Collana Principessa con lunghezza di 45–50 cm;
- la Collana Matinée, con lunghezza compresa tra i 56–58 cm.

Aderiscono allo sterno:
- la Collana Opera di lunghezza 75–90 cm;
- la Collana Rope e Lariat di lunghezza superiori ai 90 cm. La collana Lariat si distingue dalle altre tipologie di collane per l'assenza di annodature[30].

## Gallery

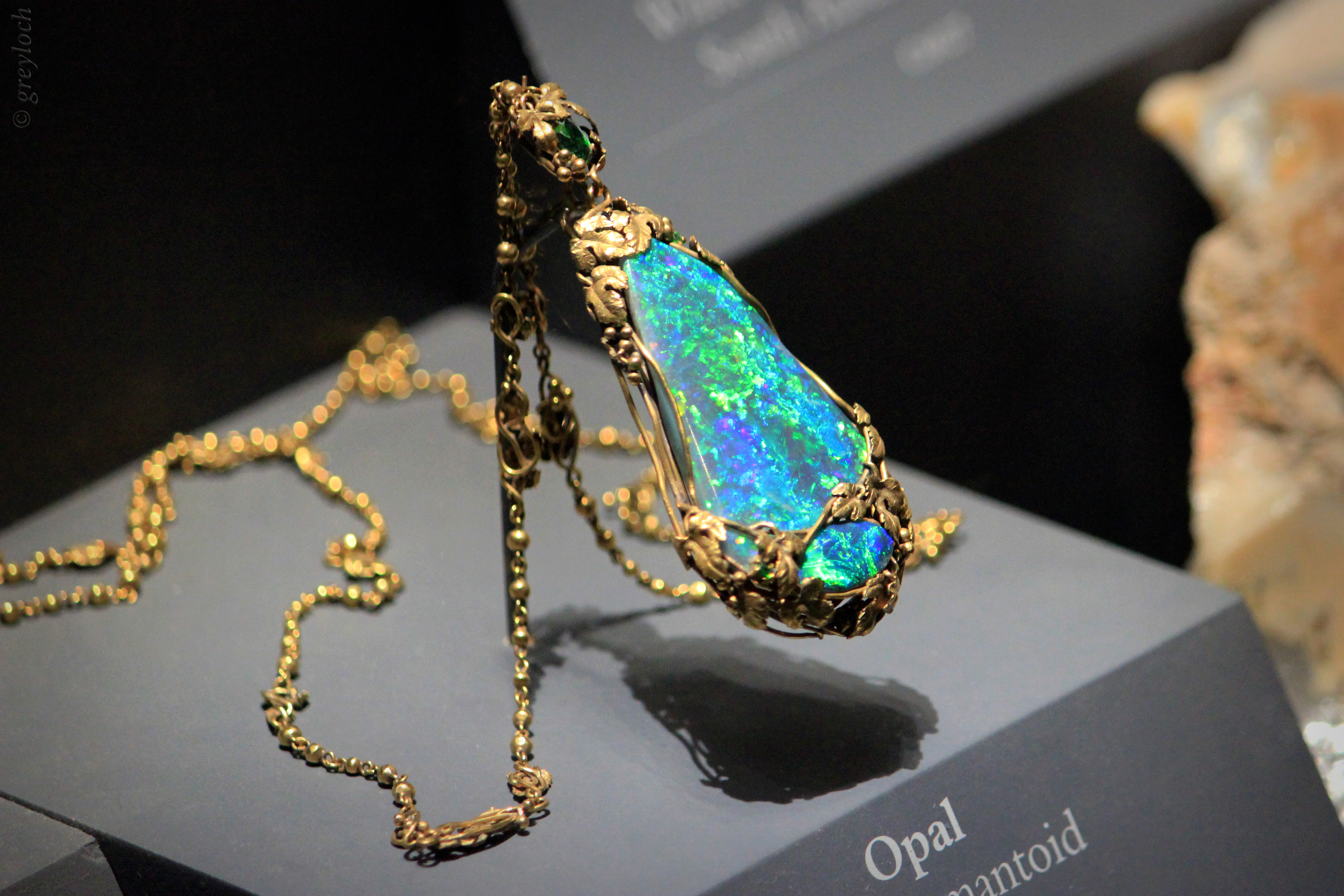
Collana con opale Tiffany
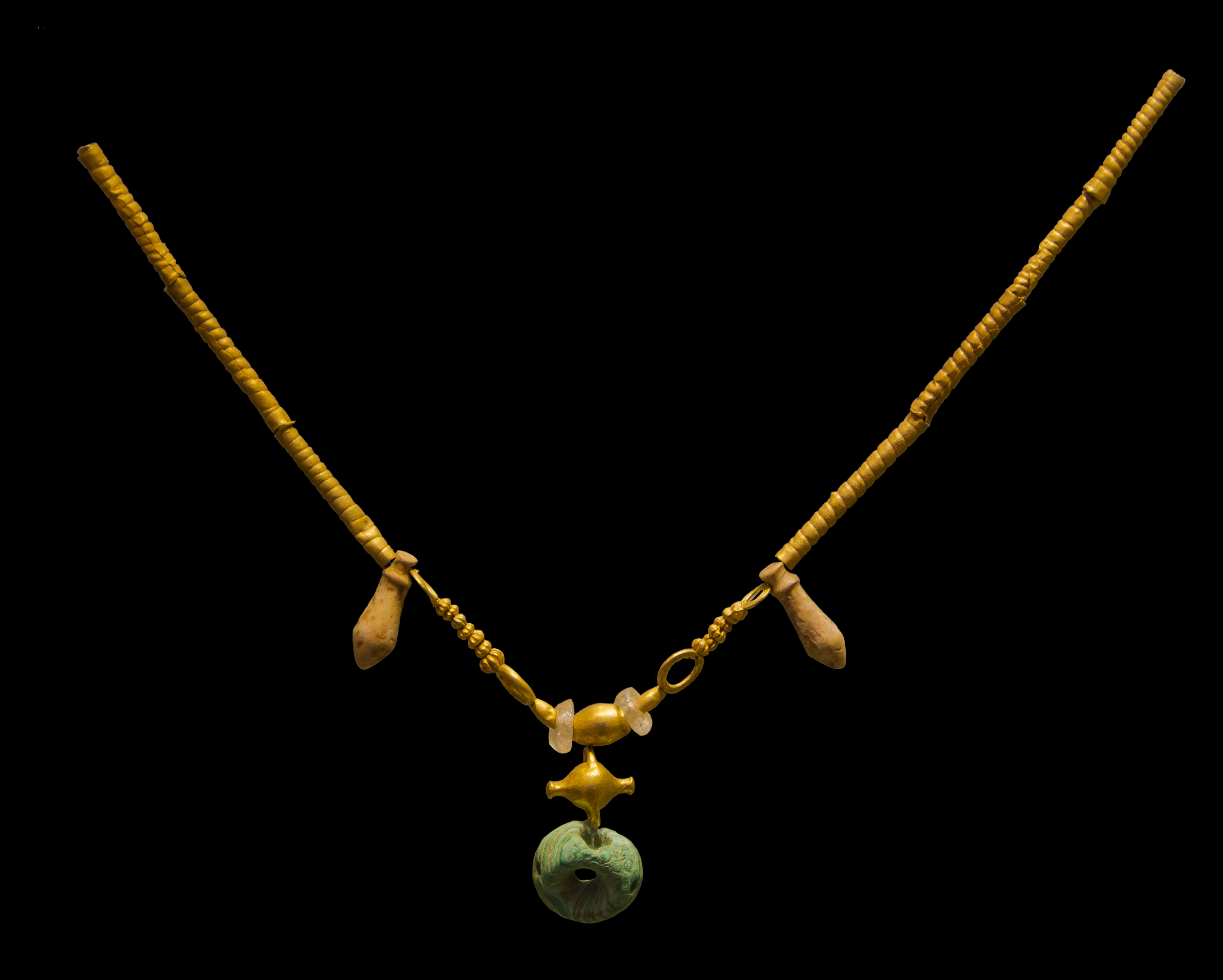
Collana d'oro minoica (Archmus Heraklion)
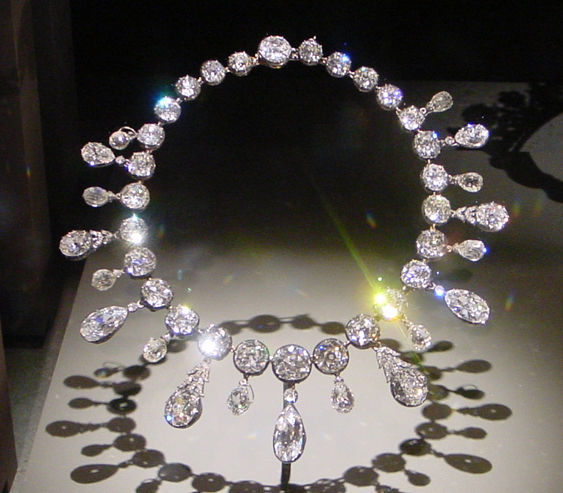
Collana di diamanti di epoca napoleonica
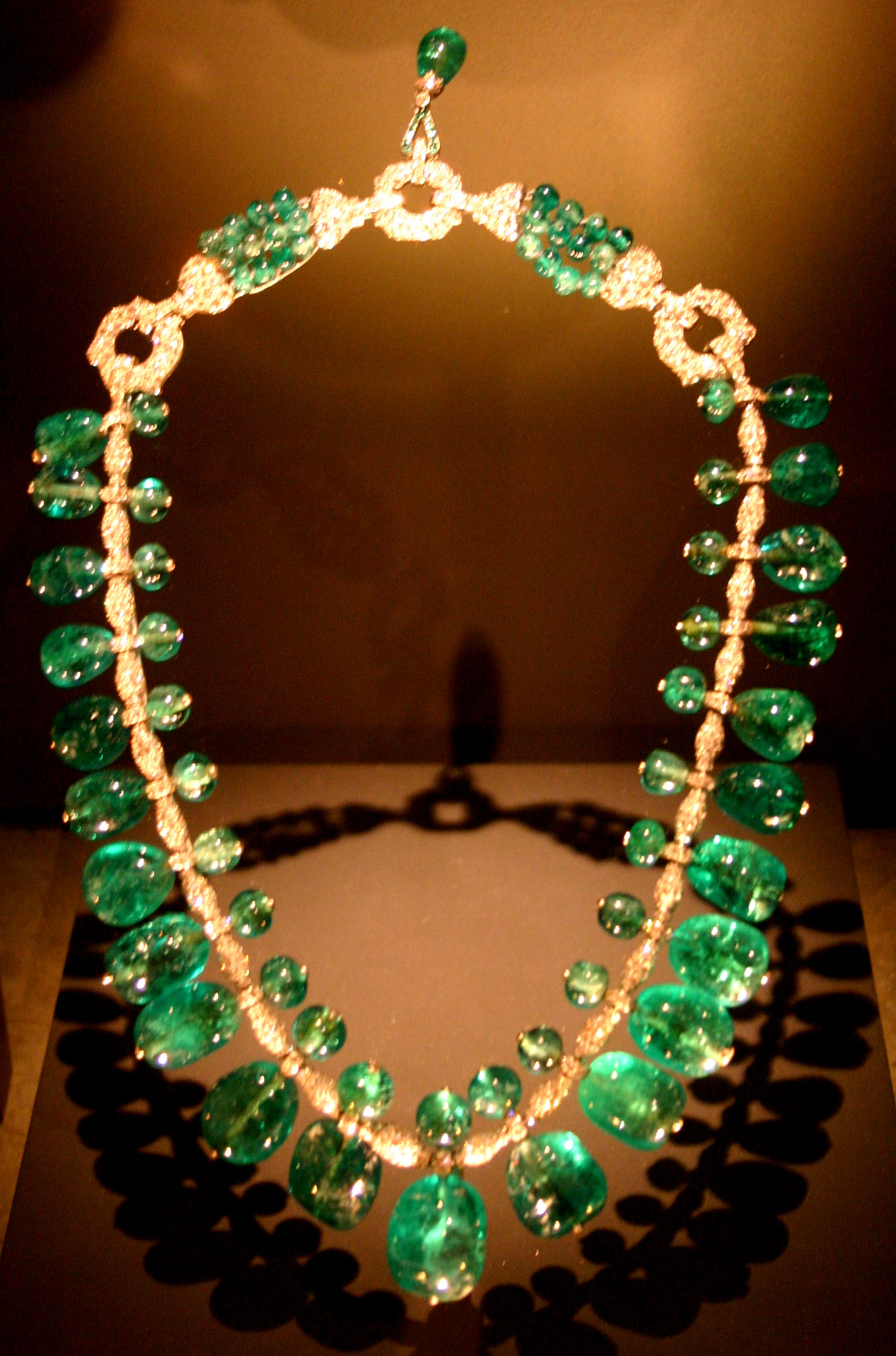
Collana di smeraldi
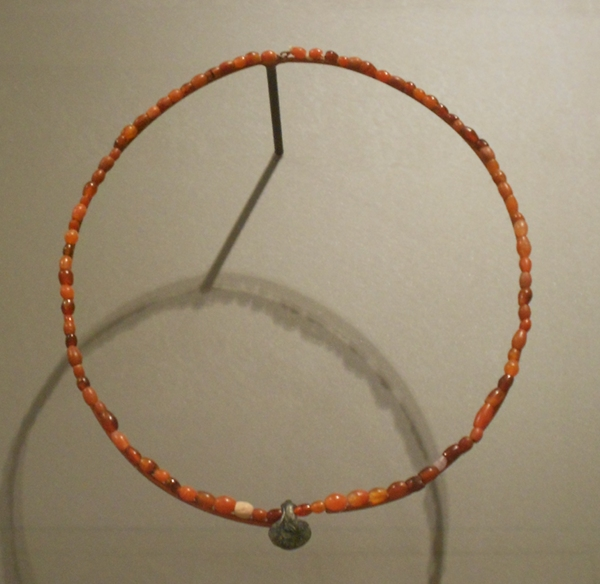
Collana egiziana in corniola, calcare e quarzo
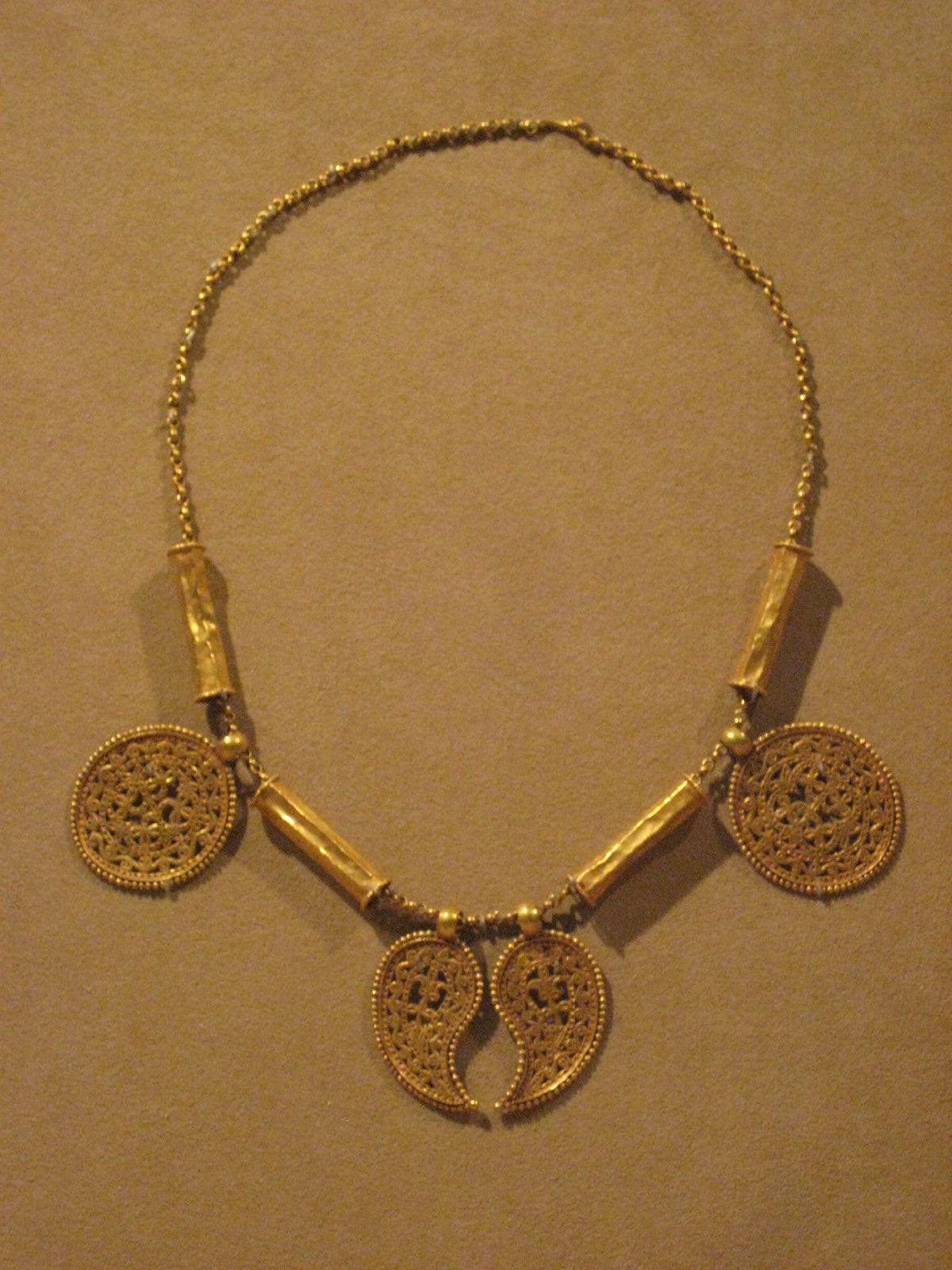
Antica collana bizantina in oro con pendenti
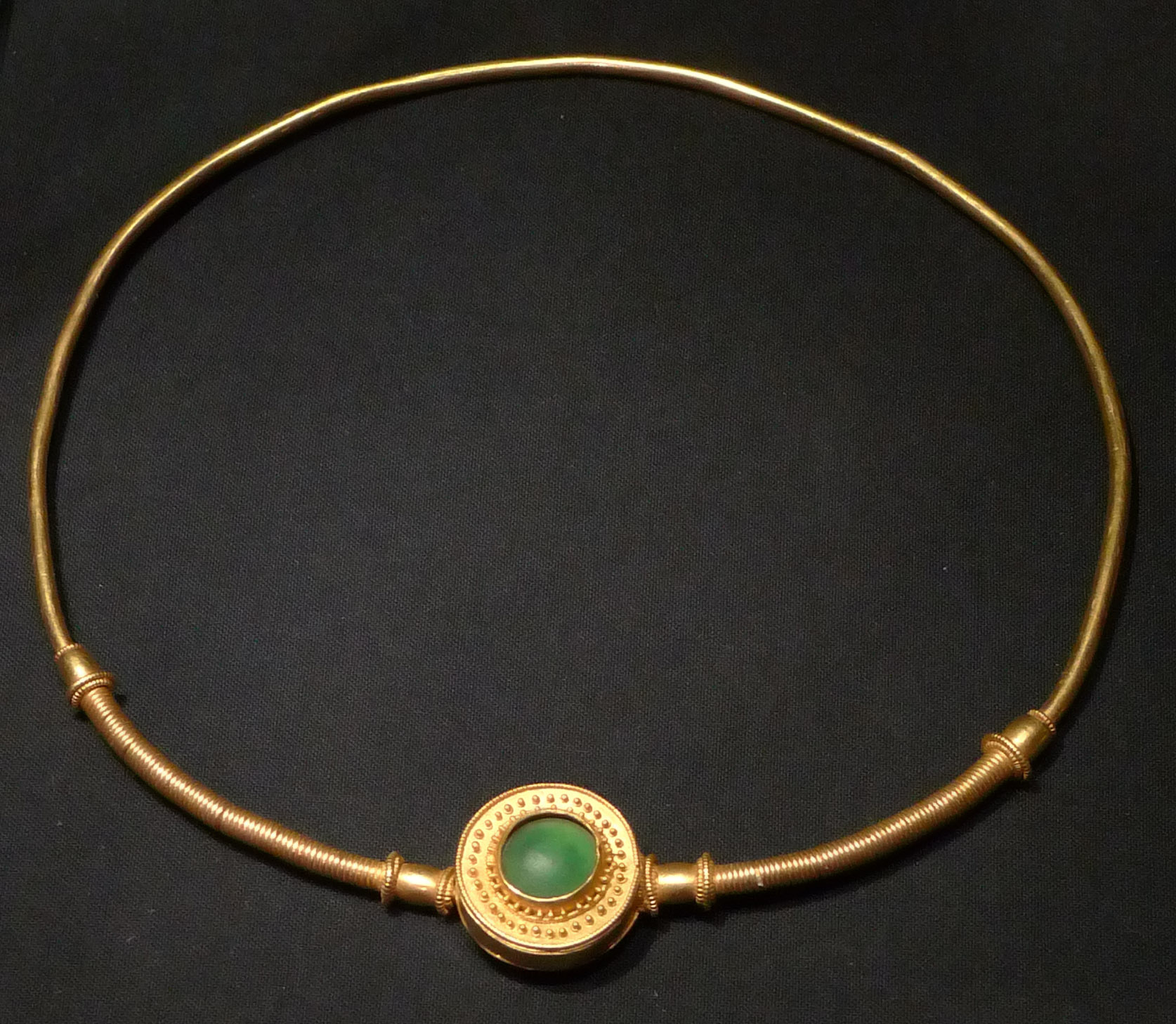
Collana Vandalo in oro e vetro, c. 300 d.C
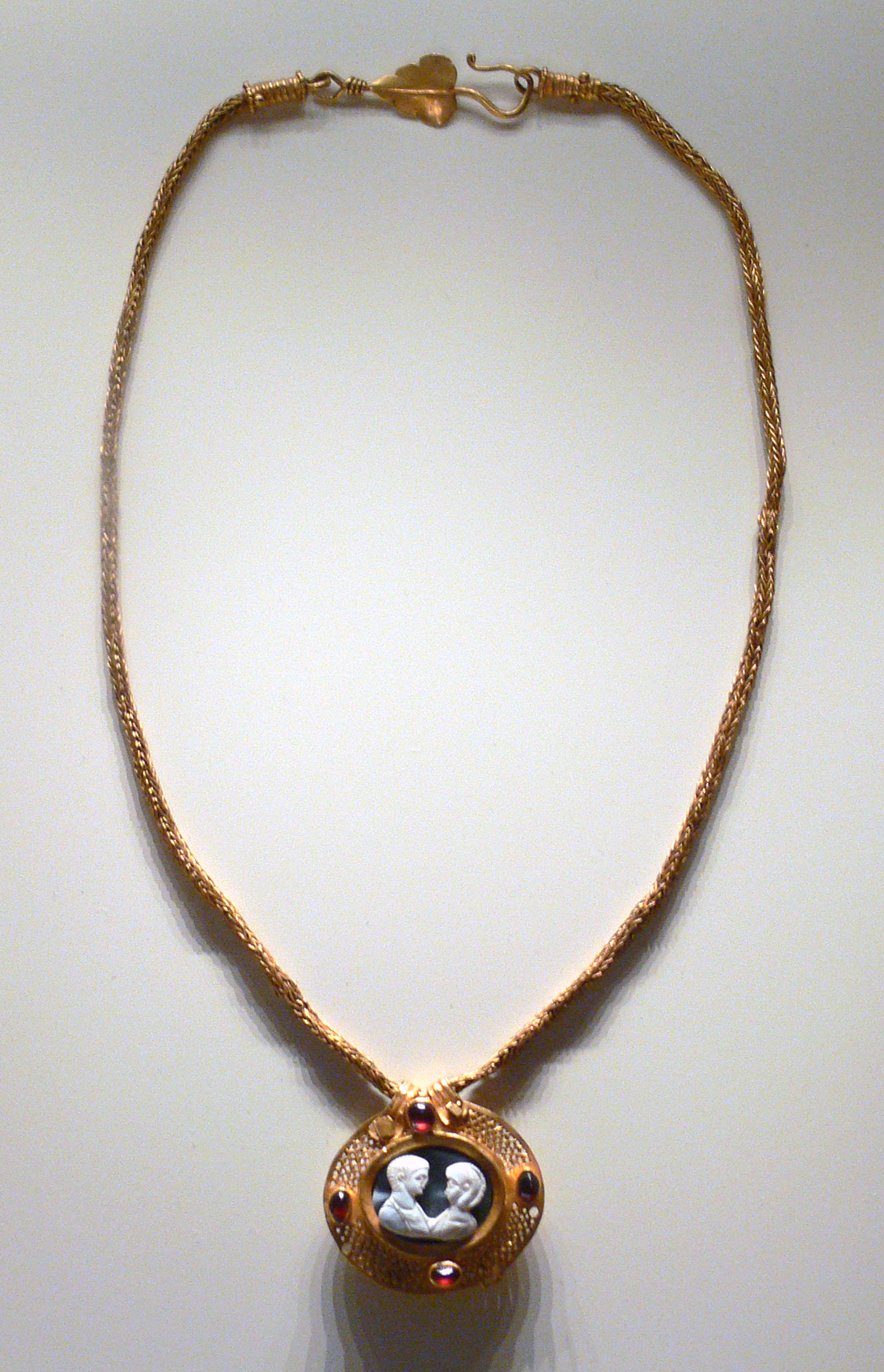
Collana con Pendente a Rilievo
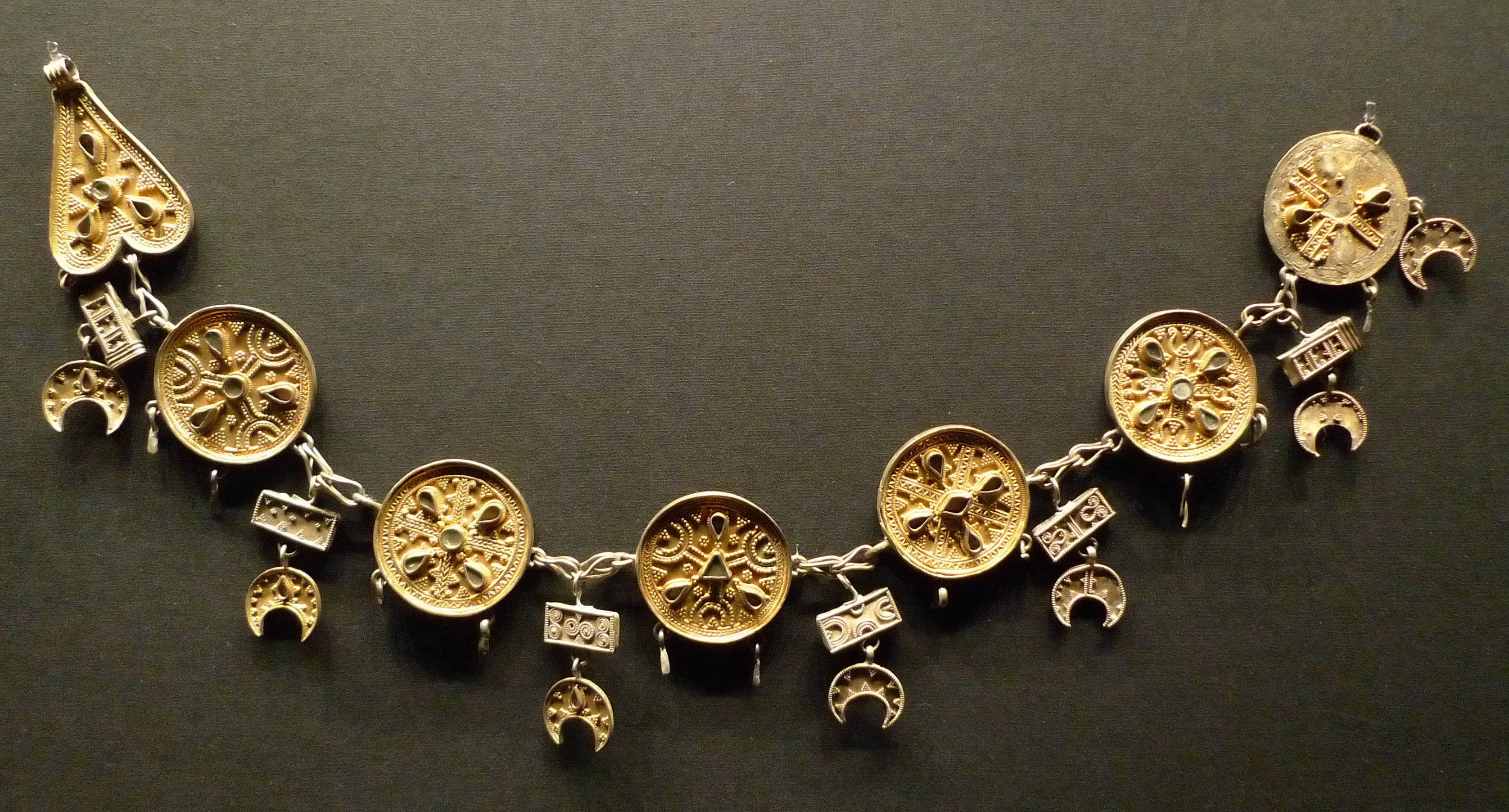
Collana d'argento, 600-650 d.C
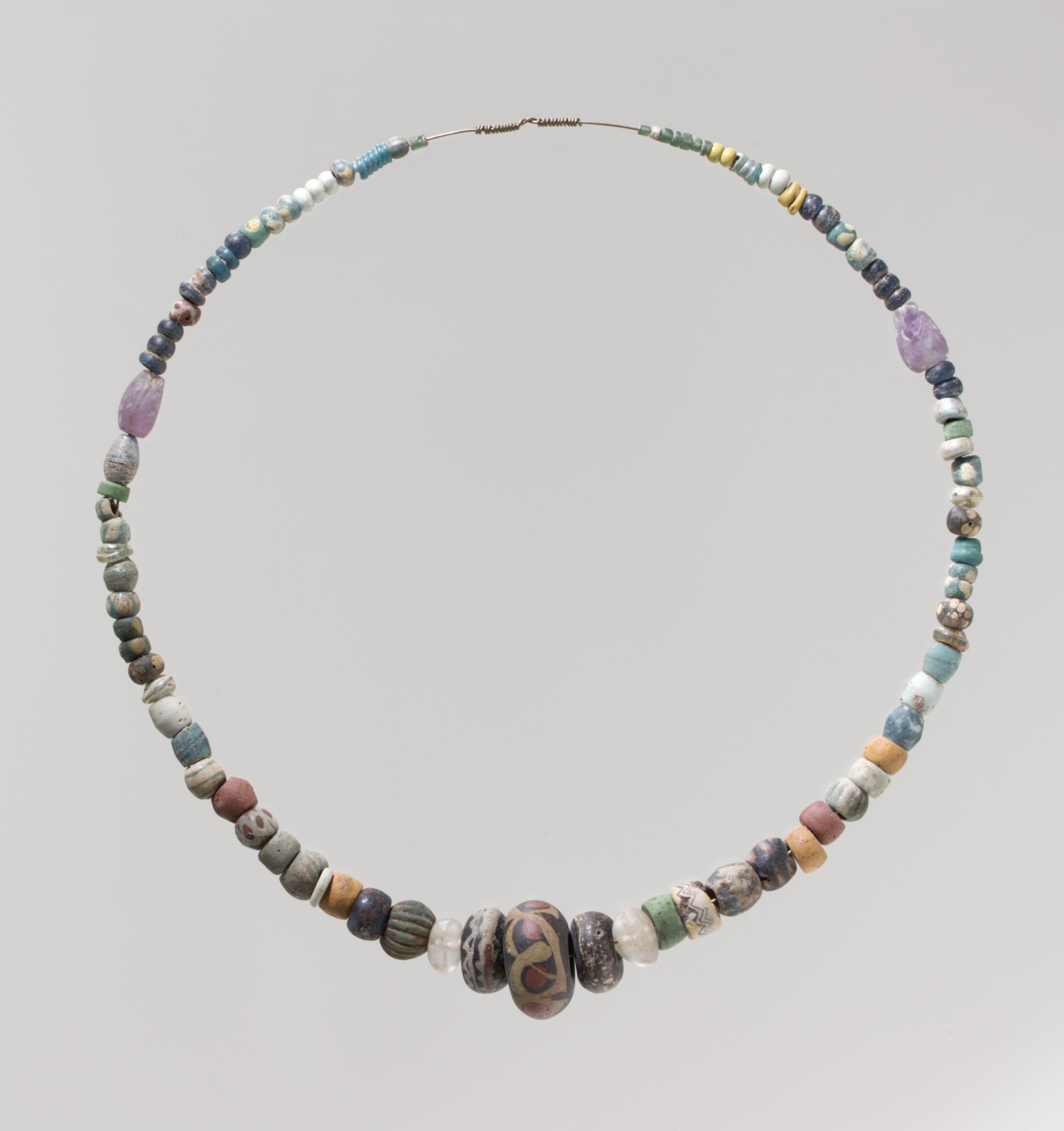
Collana di perle di vetro franca
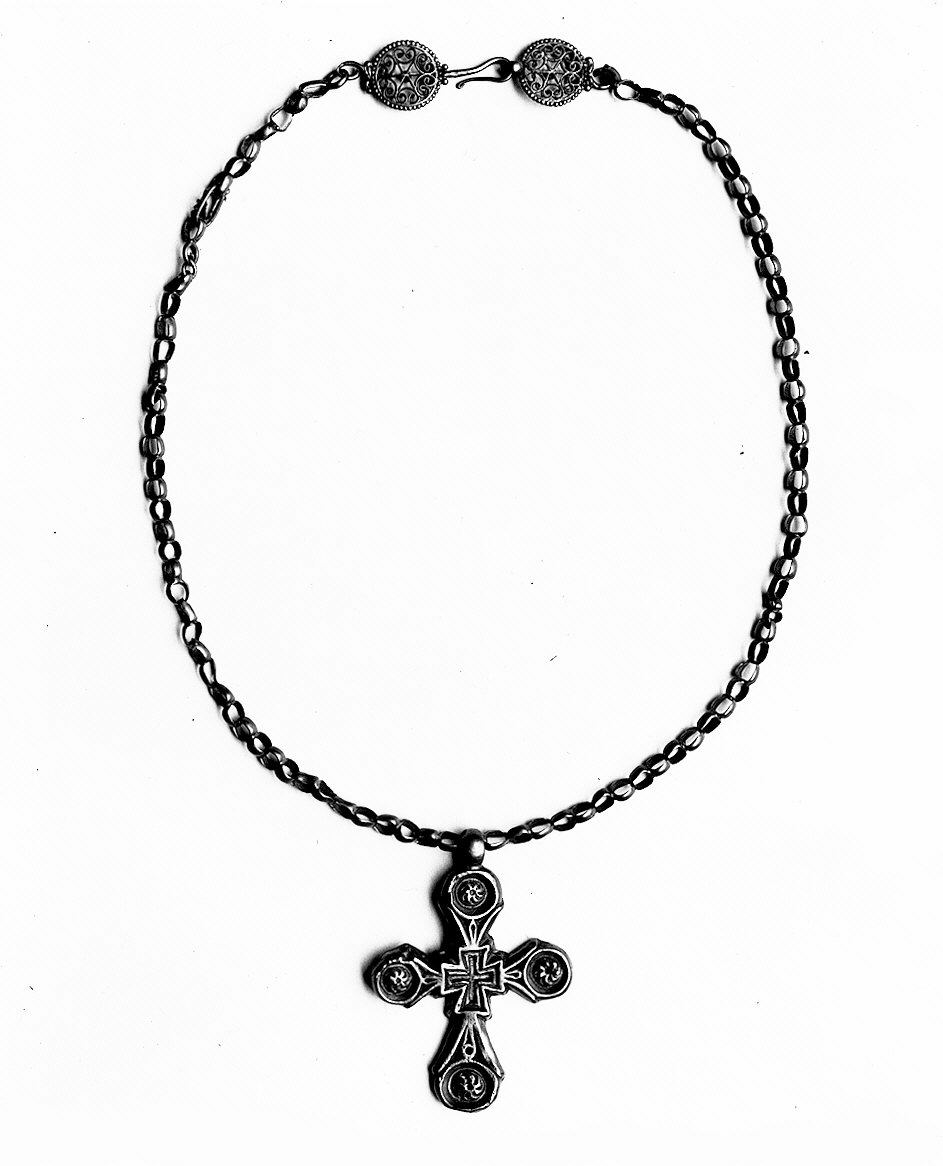
Collana con croce cristiana bizantina
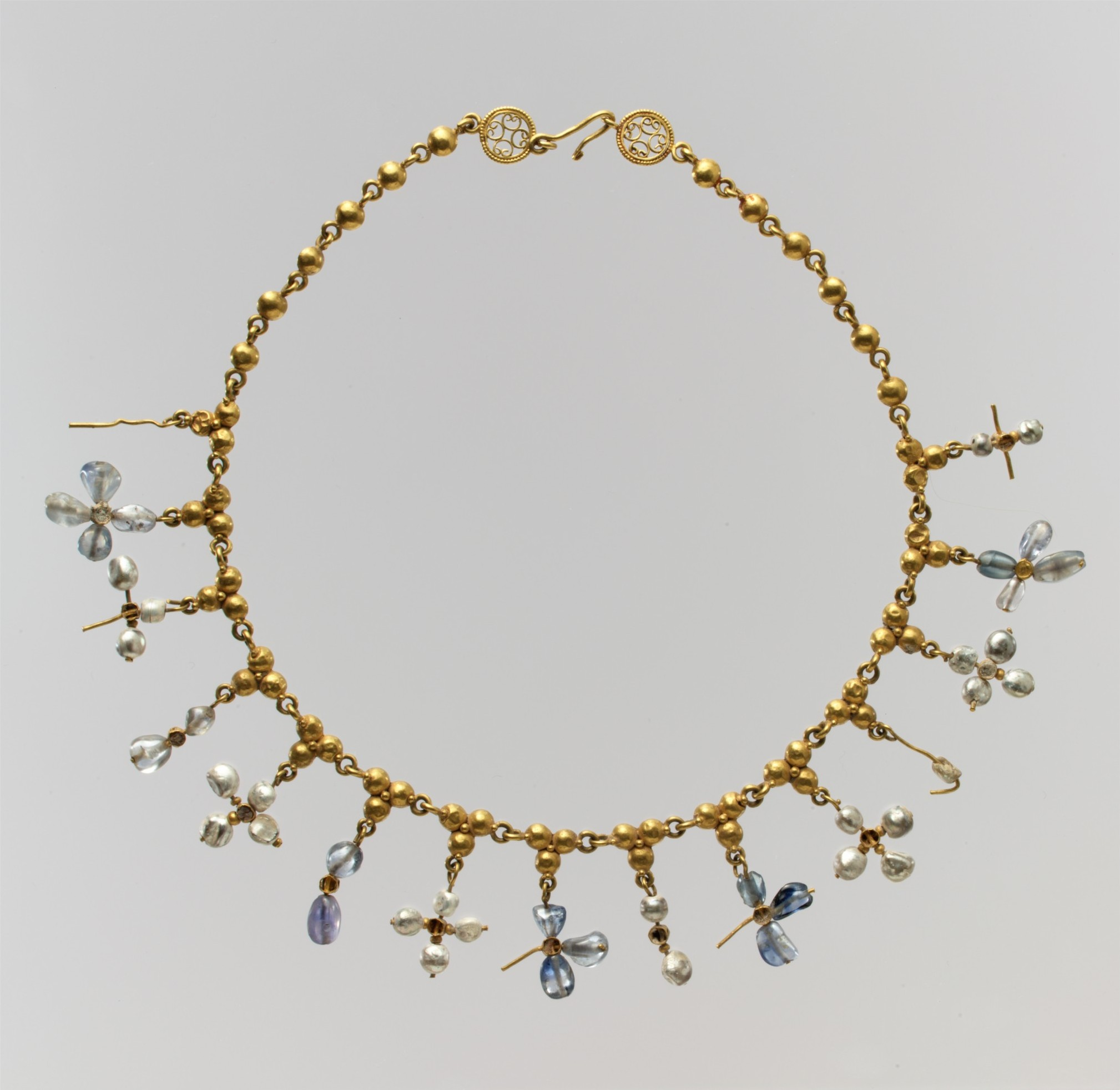
Collana con croce cristiana bizantina
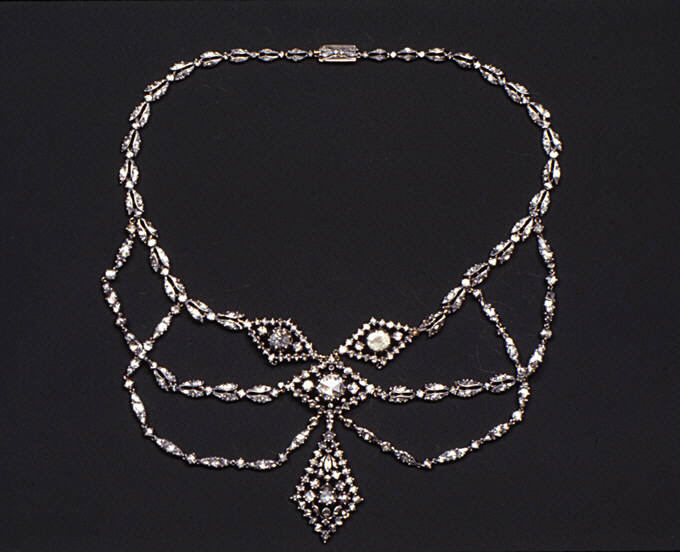
Collana in oro e platino
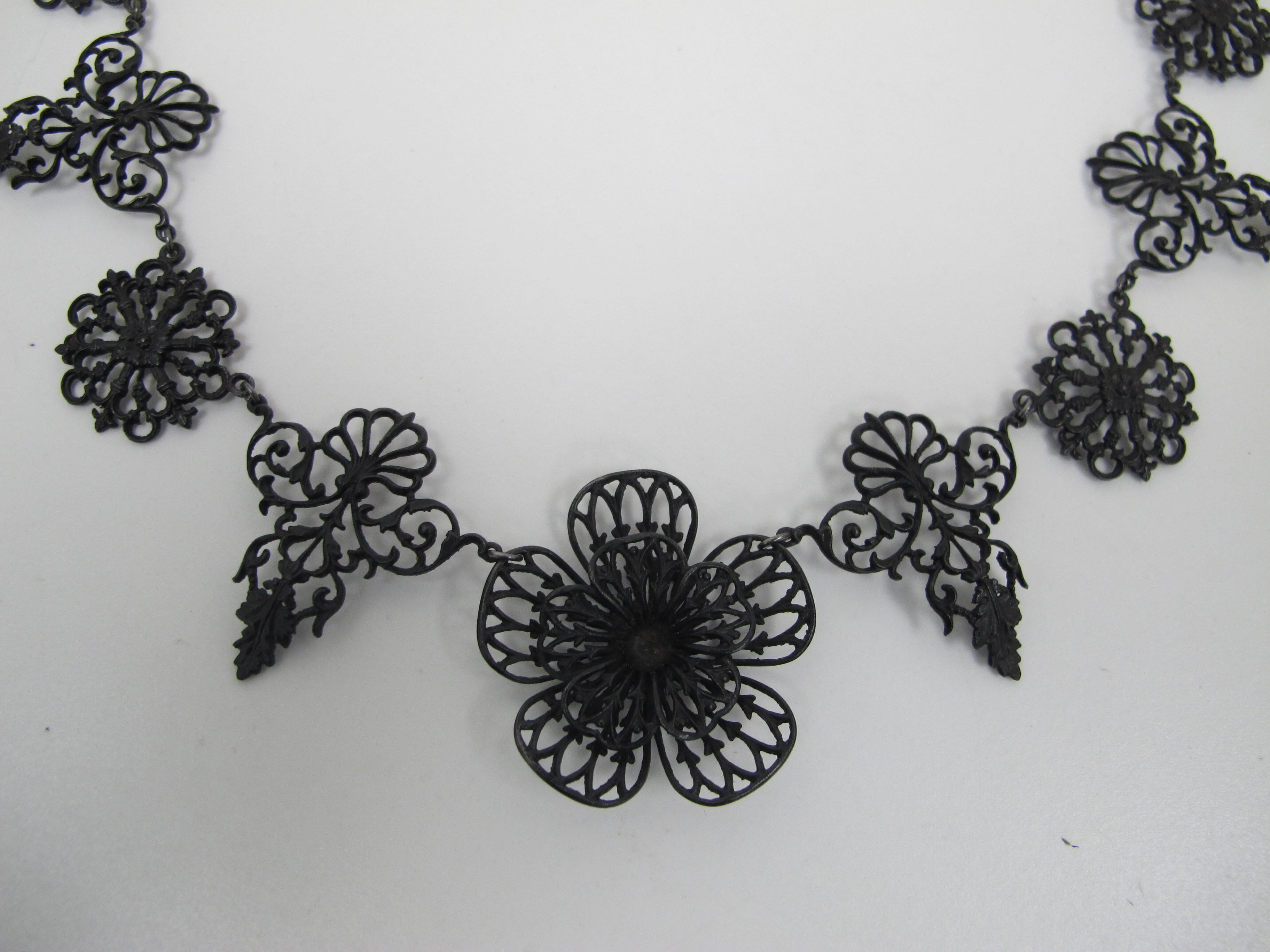
Collana in metallo tedesco
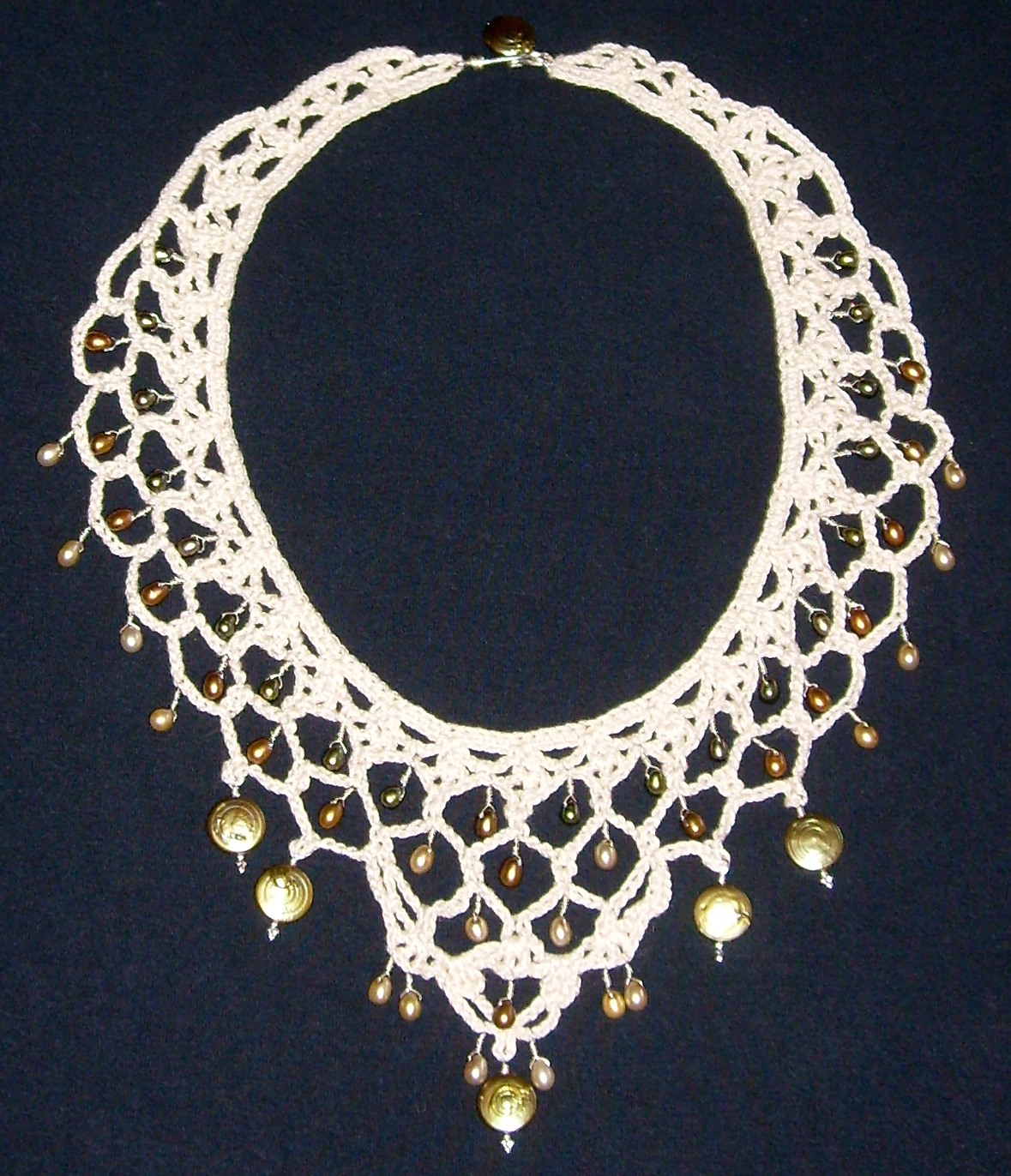
Collana realizzata con pizzo all'uncinetto, perle e argento sterling
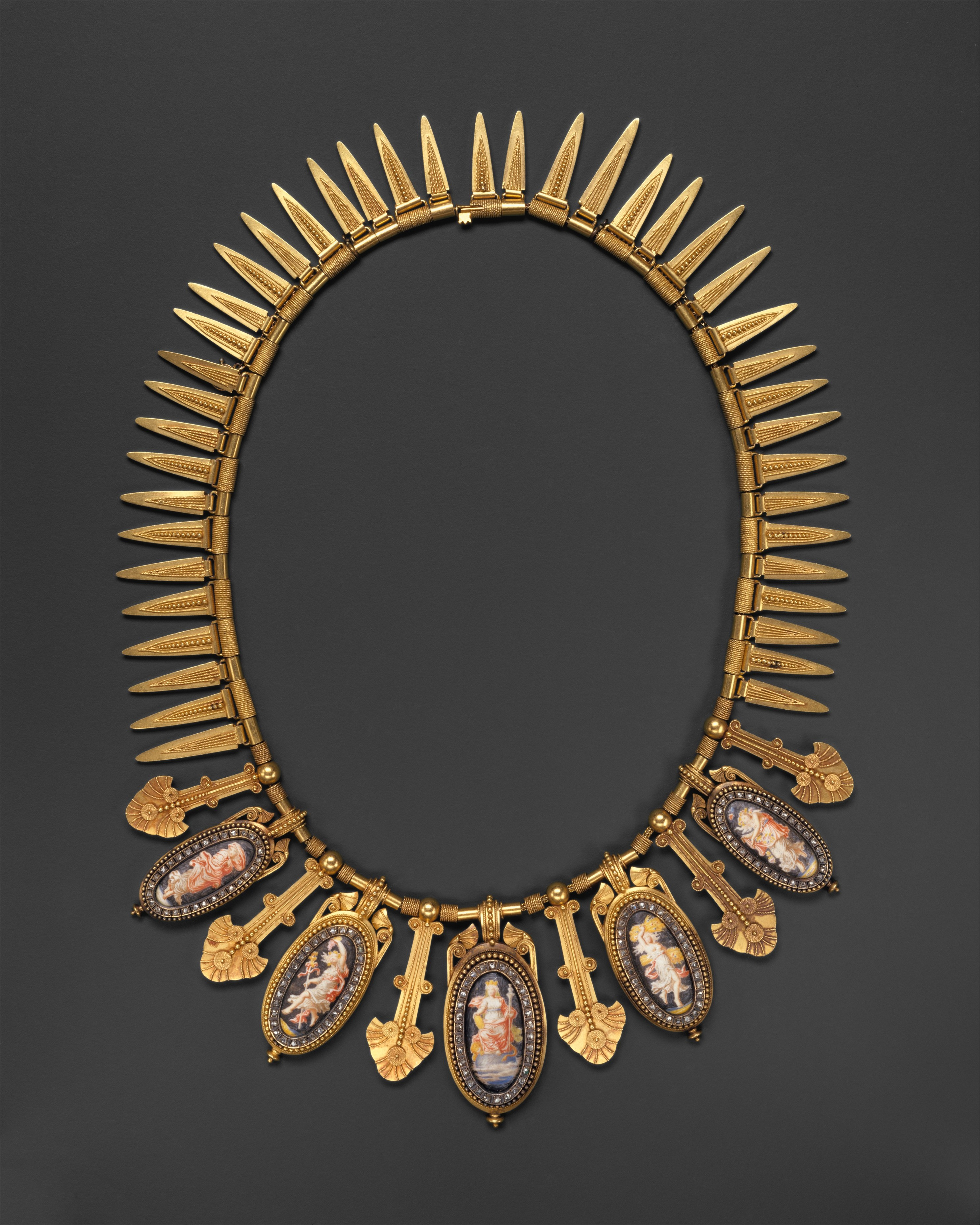
Collana francese in oro e platino
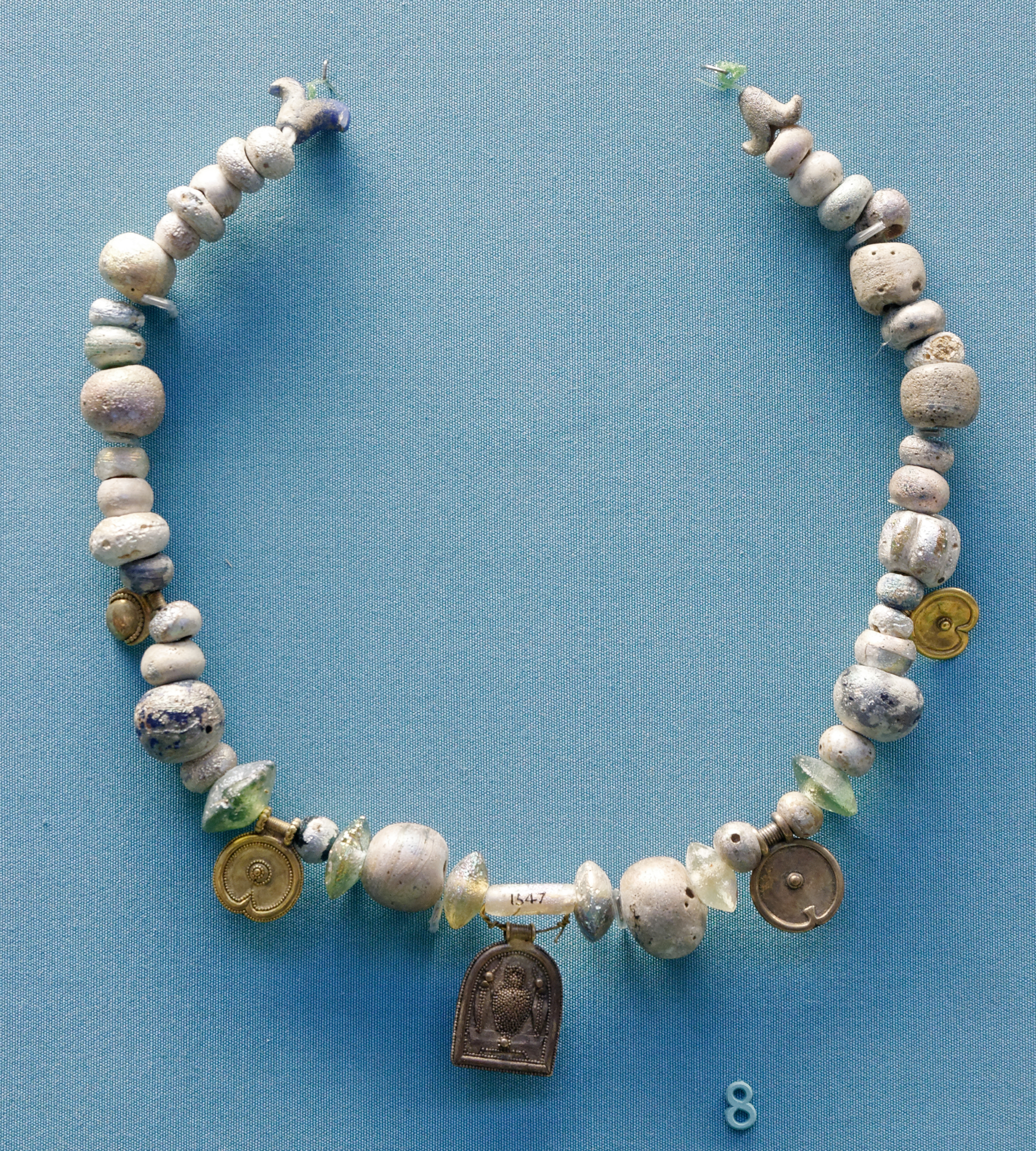
Collana di vetro
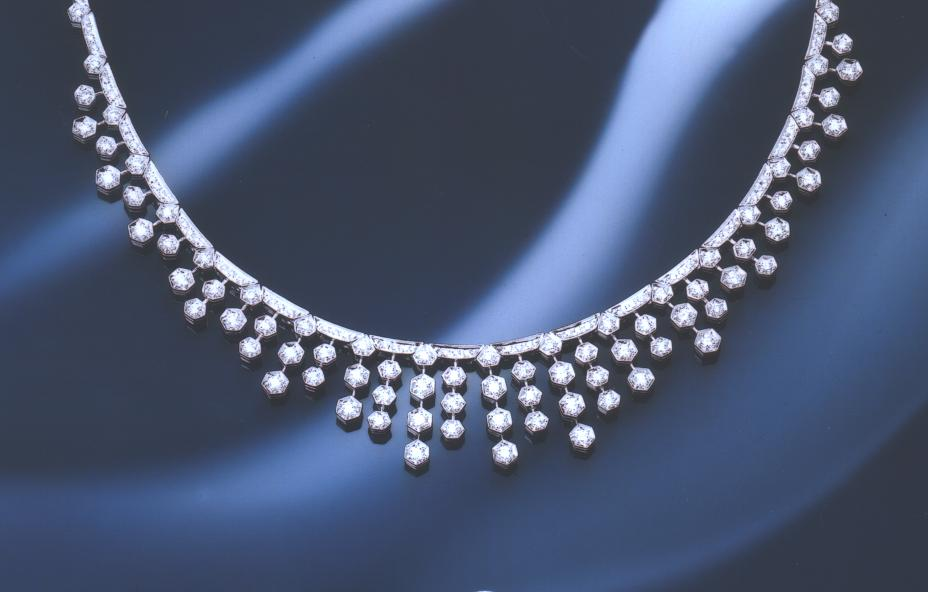
Collana Dirce Repossi in Oro Bianco e Diamanti
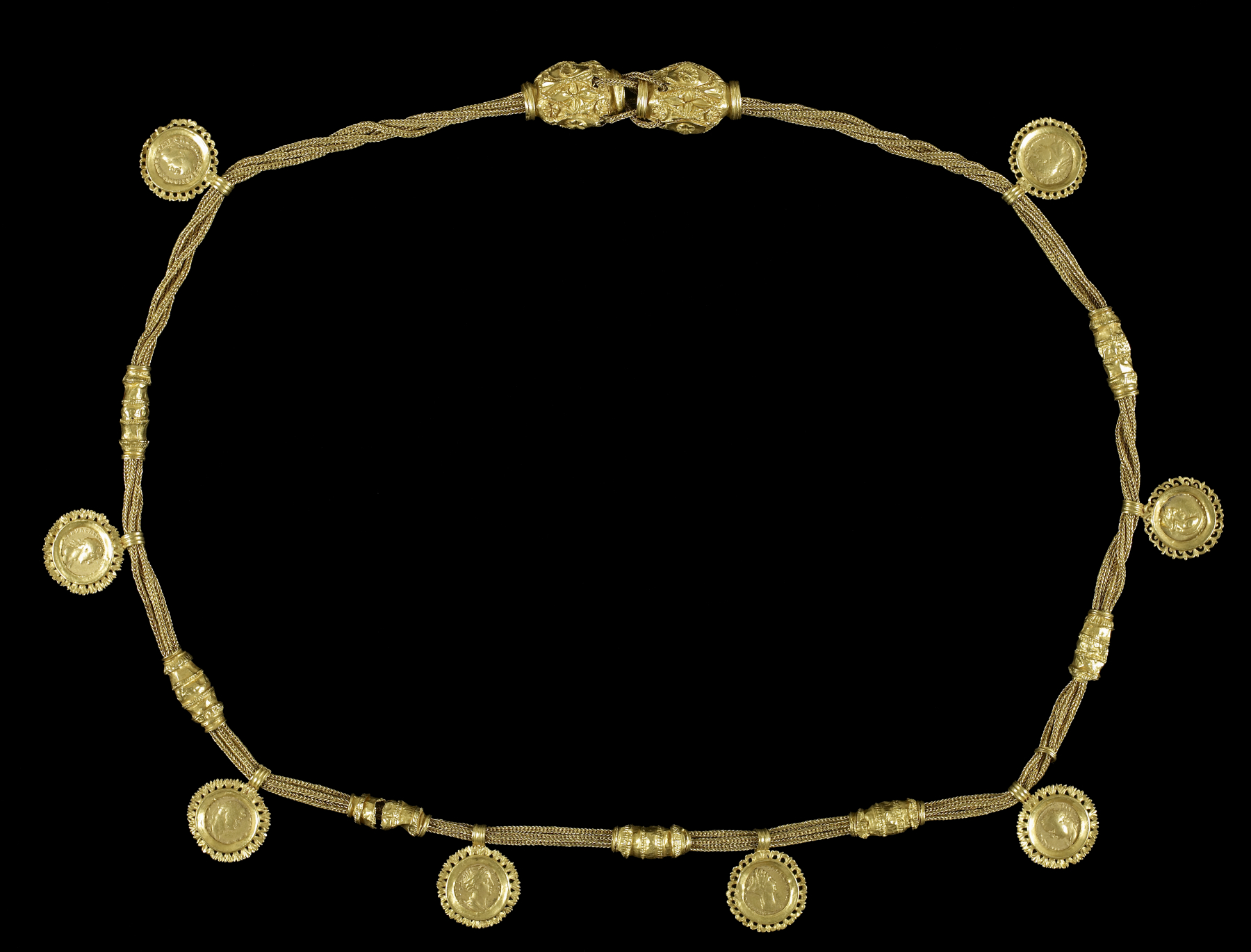
Collana romana in oro con monete pendenti e catena intrecciata
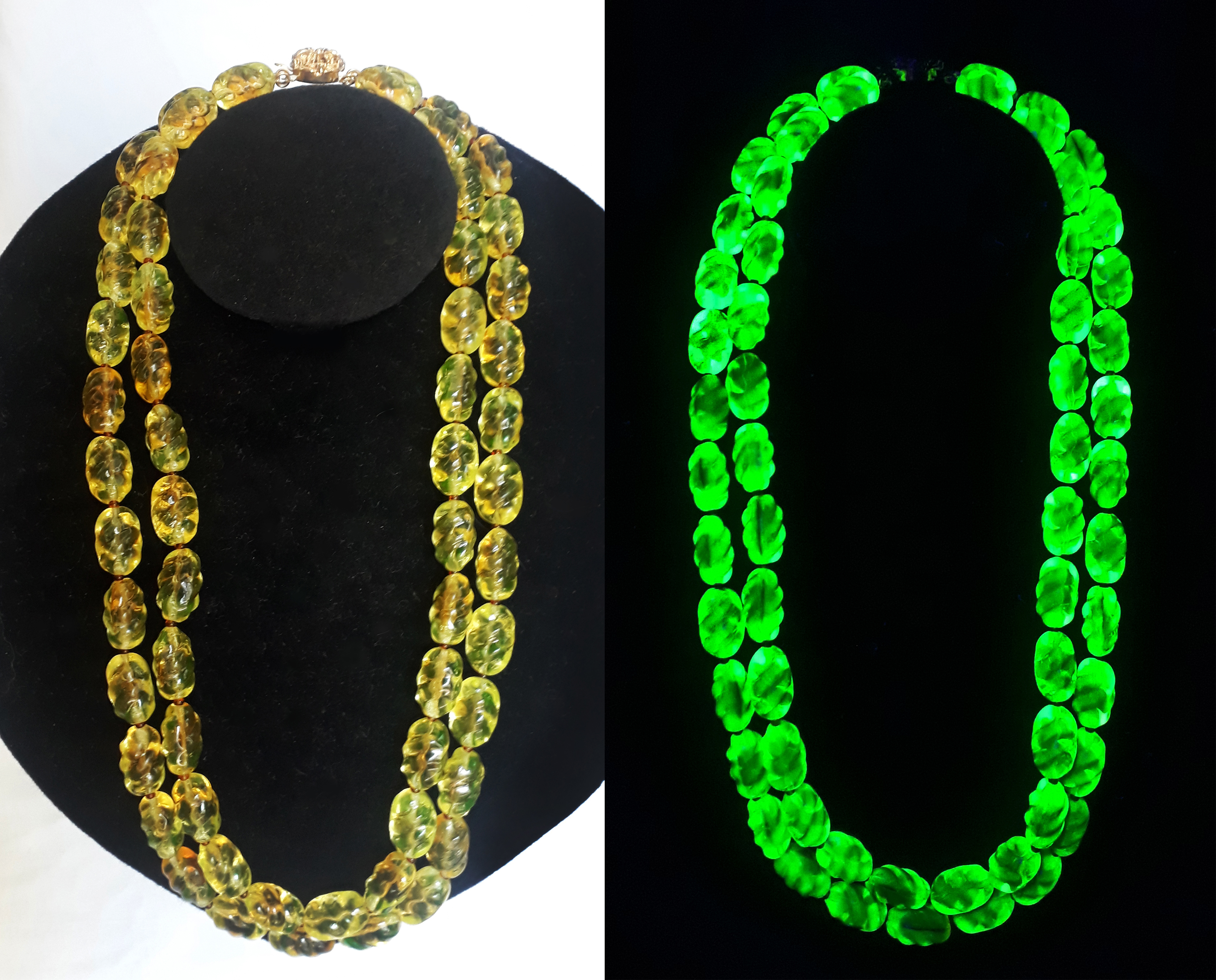
Collana in vetro di uranio, 1940/1950 circa. Il vetro all'uranio emette una luce verde brillante sotto la luce ultravioletta.